# Роговик пронизанолистий
Роговик пронизанолистий (Cerastium perfoliatum) — вид рослин з родини гвоздикових (Caryophyllaceae); поширений у західному Середземномор'ї (Марокко й Іспанія), на південному сході Європи, у західній та середній Азії. Етимологія: лат. per — «через», foliatus — «з листям», разом — «листя, з'єднане навколо стебла».

## Опис
Однорічна рослина 20–50 см заввишки. Гола рослина. Стеблові листки попарно зрощені основами, довгасті або ланцетні. Чашолистки із безплівчатими вузькими краями, 6–10 мм завдовжки. Пелюстки коротші від чашолистків, коробочки 18–20 мм довжиною.

## Поширення
Поширений у західному Середземномор'ї (Марокко й Іспанія), на південному сході Європи, у західній та середній Азії.
В Україні вид зростає серед чагарників та у відкритих місцях — на півдні Степу і в Криму, спорадично.